# Daniel Mann
Pour les articles homonymes, voir Mann.
Daniel Mann est un réalisateur américain né le 8 août 1912 à Brooklyn (New York) et mort le 21 novembre 1991 à Los Angeles.

## Biographie
De son vrai nom Daniel Chugerman, il est le fils de l'avocat Samuel Chugerman. Il s'intéresse au théâtre dès son plus jeune âge et fait ses études dans des écoles de New York qui offrent des cours d'art dramatique, notamment la Neighborhood Playhouse School of the Theatre, l'Erasmus Hall High School et la Professional Children's School.
Il adopte le pseudonyme de Daniel Mann et amorce une carrière de réalisateur à Hollywood en 1952 avec Reviens petite Sheba (Come Back, Little Sheba), d'après la pièce éponyme de William Inge. Succès critique et public, prix d'interprétation féminine au Festival de Cannes 1953 pour Shirley Booth, qui remporte également l'Oscar de la meilleure actrice, ce film met en évidence les qualités de directeur d'acteur de Daniel Mann et son sens du rythme dans le rendu des dialogues. 
Cette réputation lui vaut de réaliser plusieurs adaptations de pièces de théâtre, dont La Rose tatouée (The Rose Tattoo) d'après Tennessee Williams en 1955, mais aussi des films tirés de romans, tel La Vénus au vison (Butterfield 8), d'après l'œuvre de John O'Hara, en 1960.
Dans les années 1960, il élargit son éventail et obtient un appréciable succès avec Notre homme Flint (Our Man Flint), une parodie des films d'espionnage à la James Bond. Son dernier succès demeure le film d'horreur Willard (1971). Il termine sa carrière à la télévision.
Il meurt le 21 novembre 1991 à Los Angeles, à 79 ans, des suites d'une insuffisance cardiaque.

## Filmographie

### Cinéma
- 1952 : Reviens petite Sheba (Come Back, Little Sheba)
- 1954 : Romance sans lendemain (About Mrs. Leslie)
- 1955 : La Rose tatouée (The Rose Tattoo)
- 1955 : Une femme en enfer (I'll Cry Tomorrow)
- 1956 : La Petite Maison de thé (The Teahouse of the August Moon)
- 1958 : Vague de chaleur (Hot Spell)
- 1959 : La Colère du juste (The Last Angry Man)
- 1960 : Commando de destruction (The Mountain Road)
- 1960 : La Vénus au vison (Butterfield 8)
- 1961 : Le troisième homme était une femme (Ada)
- 1962 : Five Finger Exercise
- 1962 : L'Inconnu du gang des jeux (Who's Got the Action ?)
- 1963 : Mercredi soir, 9 heures... (Who's Been Sleeping in My Bed ?)
- 1966 : Notre homme Flint (Our Man Flint)
- 1966 : Judith
- 1968 : Mon homme (For Love of Ivy)
- 1969 : A Dream of Kings
- 1971 : Willard
- 1972 : La Poursuite sauvage (The Revengers)
- 1973 : Interval (en)
- 1973 : Maurie
- 1974 : Lost in the Stars
- 1975 : Le Voyage de la peur (en) (Journey Into Fear)
- 1978 : C'est dans la poche (Matilda)
- 1980 : Arch of Triumph - inachevé

### Télévision

#### Téléfilms
- 1968 : The Legend of Silent Night
- 1972 : Another Part of the Forest
- 1980 : Sursis pour l'orchestre (Playing for Time)
- 1981 : The Day the Loving Stopped
- 1987 : L'Homme qui brisa ses chaînes (The Man Who Broke 1,000 Chains)

#### Séries télévisées
- 1977 : La Conquête de l'Ouest